# Útok na hotel v Nairobi (2019)
Ve dnech 15. a 16. ledna 2019 došlo v keňském Nairobi k teroristickému útoku v hotelovém komplexu DusitD2. Při útoku islamistů z hnutí Šabáb, který svou povahou připomínal útok na obchodní dům Wetsgate Mall v Nairobi v roce 2013, zemřelo 22 lidí a 27 lidí bylo zraněno.

## Průběh
Před bankou v hotelovém komplexu vybuchlo auto, následně se sebevražedný útočník odpálil v recepci a z vyšších pater začali přicházet útočníci, kteří stříleli po utíkajících hostech. Po osmi hodinách do budovy vnikla policejní speciální jednotka s cílem ukryté útočníky zneškodnit. Následně došlo k zajištění celého komplexu.

## Pozadí
Hnutí Šabáb je napojeno na síť al-Káida a usiluje o svržení prozápadní somálské vlády a nastolení islámského práva šaría. K roku 2019 bylo nejaktivnějším africkým hnutím, co se týče teroristických útoků, a mělo na svědomí nejvíce krvavých útoků na kontinentu. Aktivní je i v Keni, kde se mstí za nasazení keňských vojáků v Somálsku v roce 2011.